# بخش جیاشانکار بوپالپالی
بخش جیاشانکار بوپالپالی (به انگلیسی: Jayashankar Bhupalpally district) یک منطقهٔ مسکونی در هند ، که در تلانگانا واقع شده‌است. بخش جیاشانکار بوپالپالی ۲٬۲۹۳ کیلومتر مربع مساحت و ۴۱۶٬۷۶۳ نفر جمعیت دارد.